# Aeropuerto Internacional Alejandro Velasco Astete

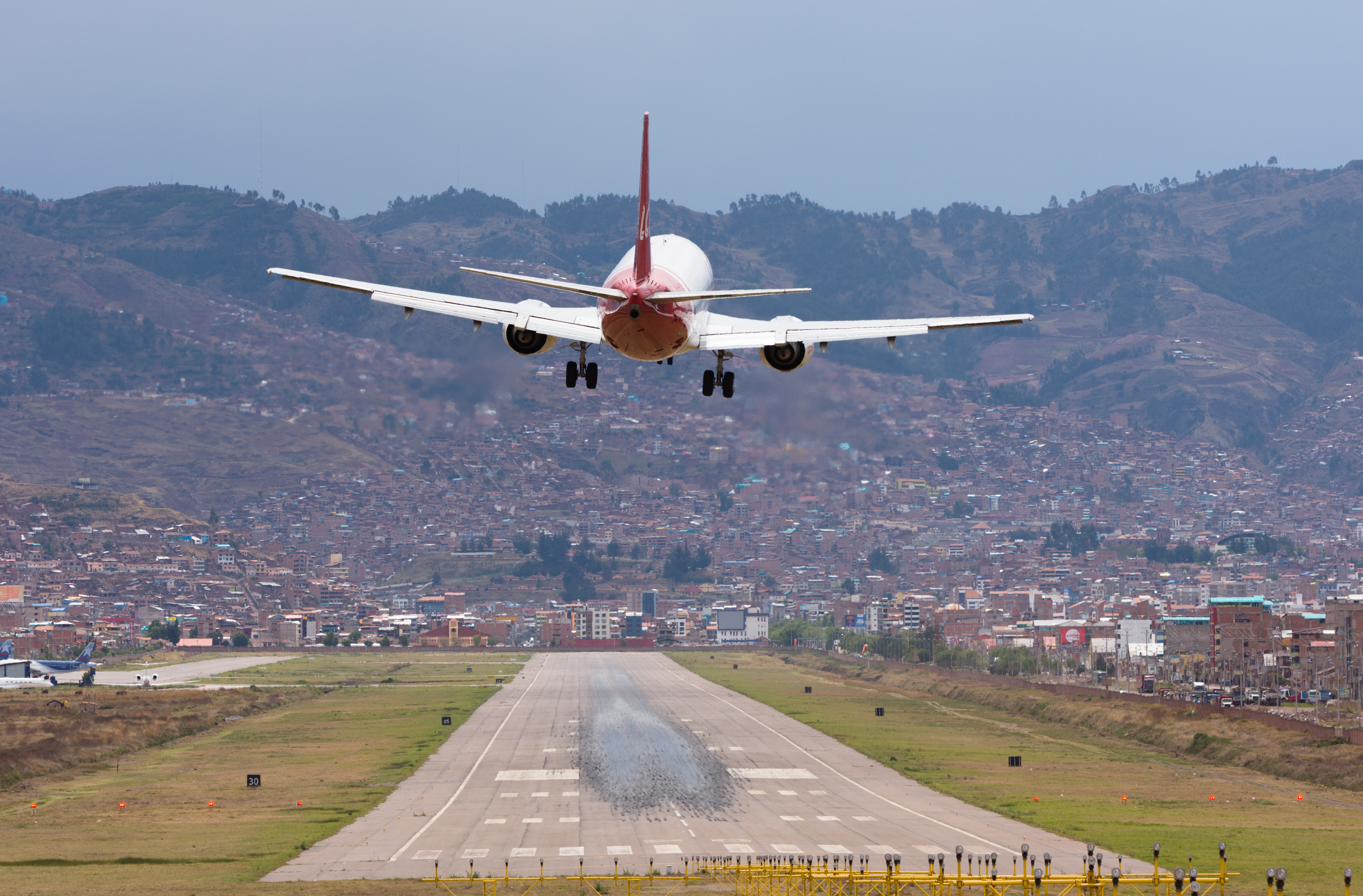
Aproximación de un Boeing 737-500 de la aerolínea peruana LC Perú al aeropuerto

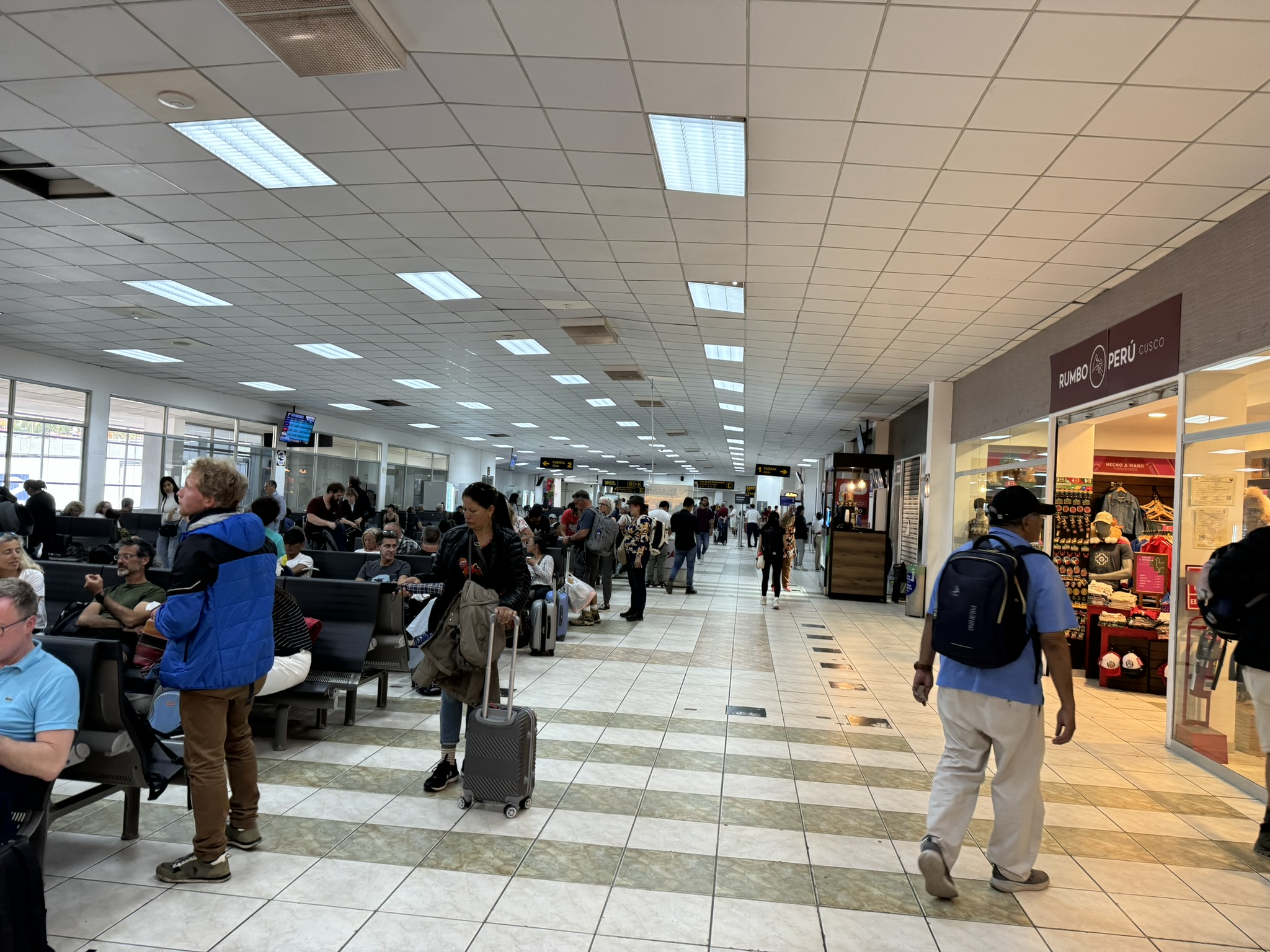
Salas de abordar en el aeropuerto.

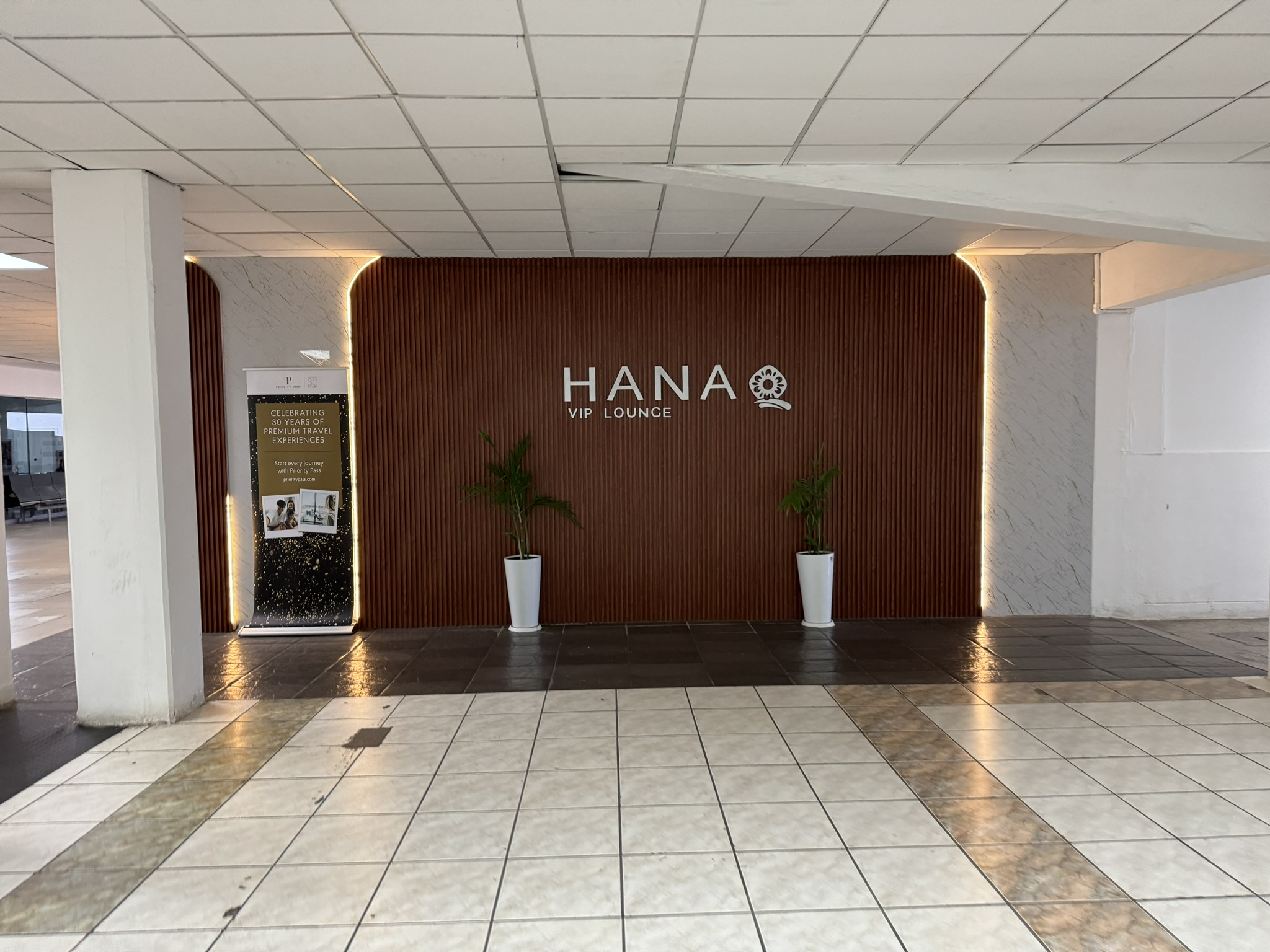
Salon VIP Hanaq en el aeropuerto.

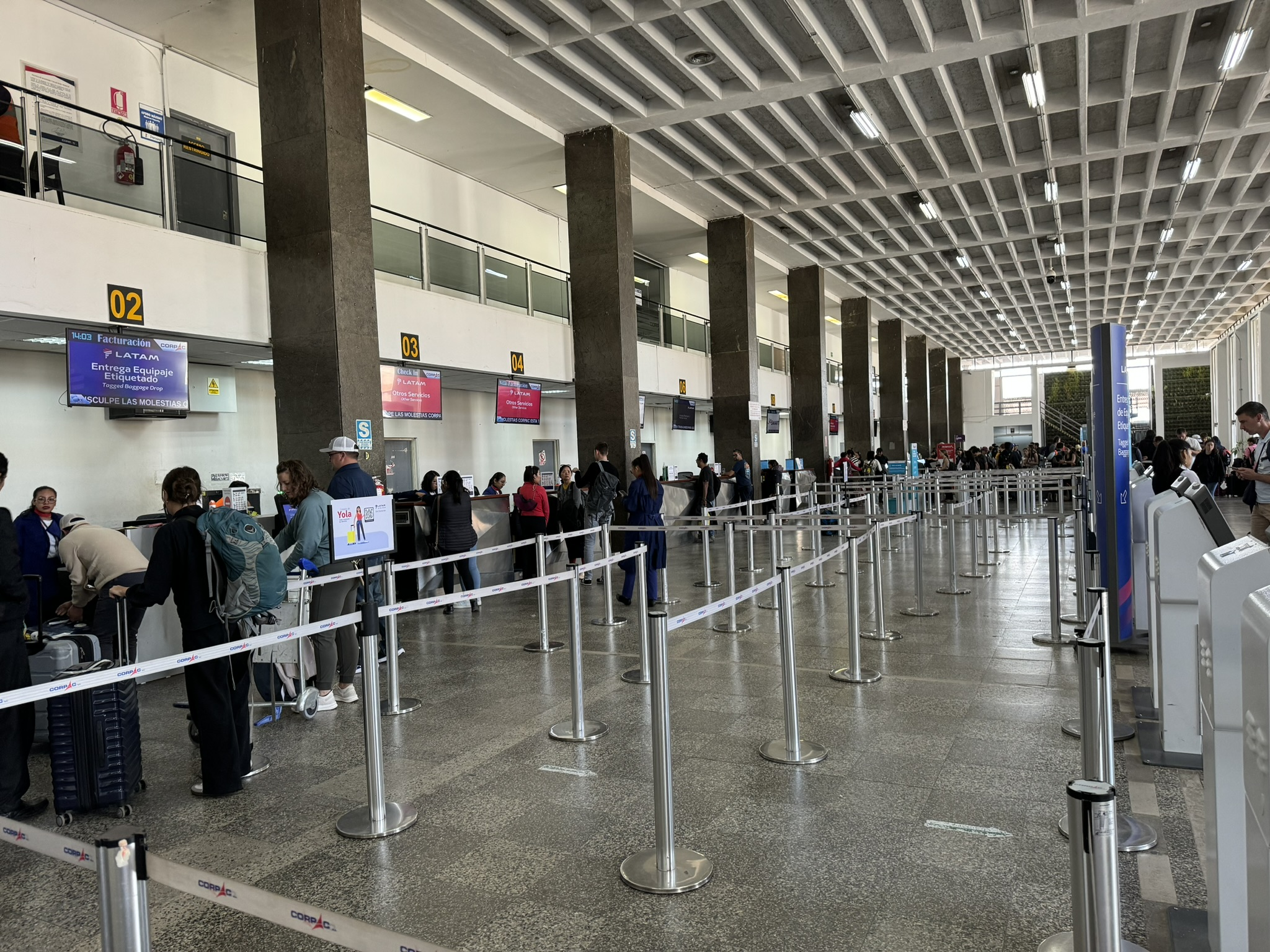
Mostradores de documentación del aeropuerto.

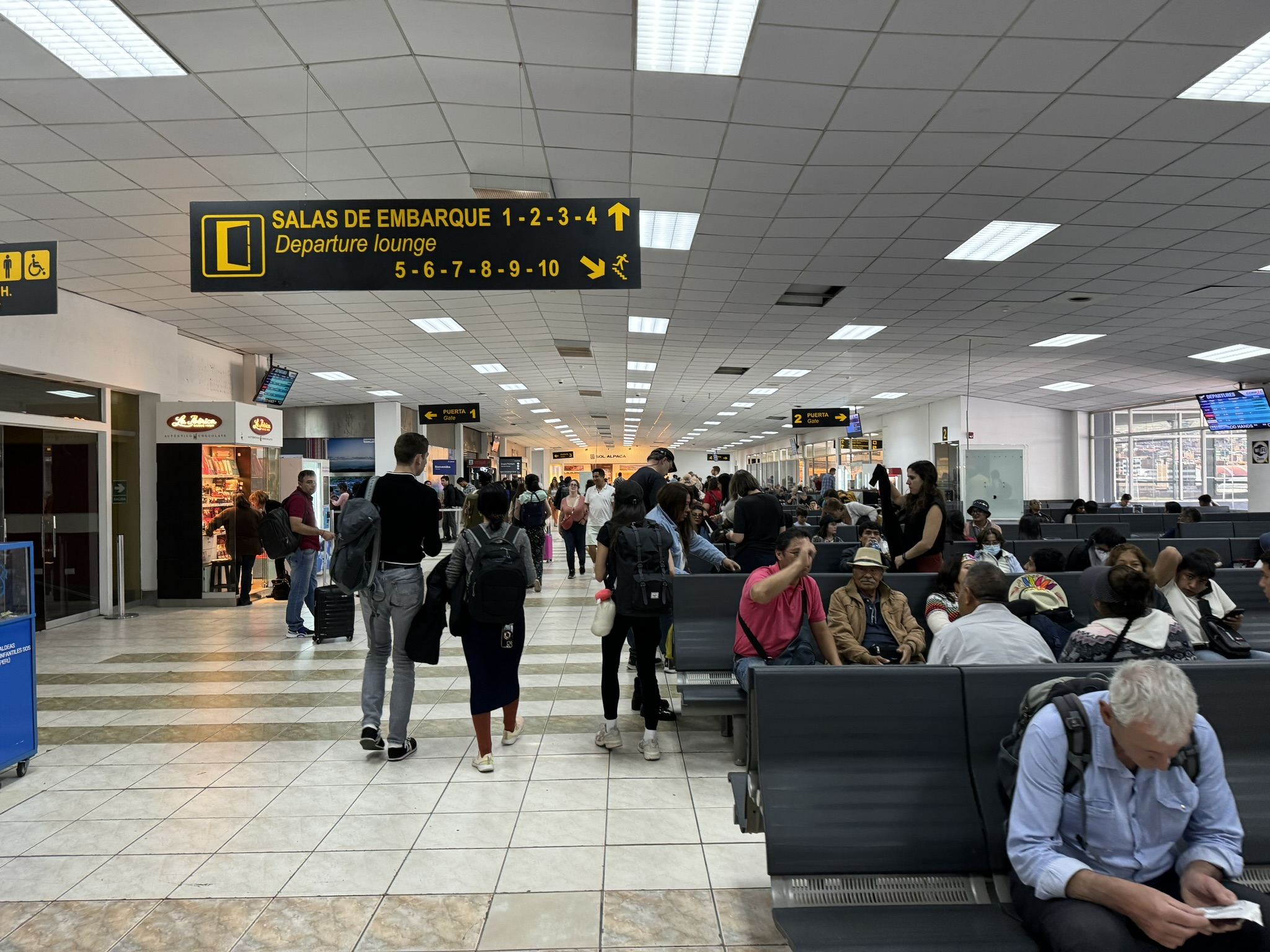
Salas de abordar en el aeropuerto.

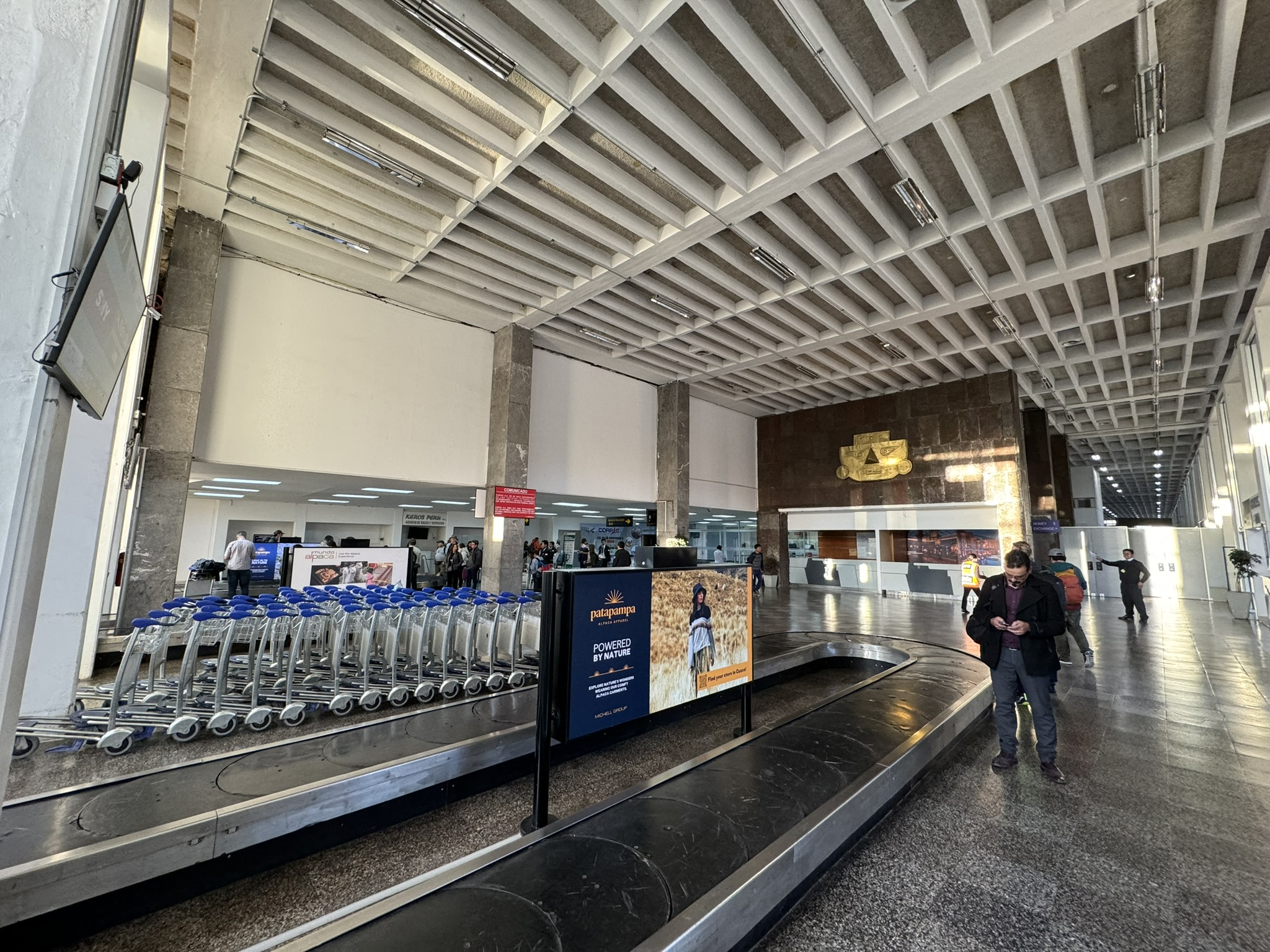
Bandas de reclamo de equipaje del aeropuerto.

El Aeropuerto Internacional Teniente Alejandro Velasco Astete se encuentra ubicado en la ciudad del Cusco, la ciudad del Perú con mayor atracción turística. Recibe vuelos de algunos puntos del Perú y algunos vuelos internacionales. Su pista se encuentra totalmente pavimentada. Hoy en día operara con un horario limitado de vuelos entre las 06:00hrs y las 00:30hrs del día siguiente con su último vuelo. En 2023, de acuerdo a estadísticas de CORPAC, el aeropuerto fue utilizado por más de 3 millones de pasajeros; lo cual lo convierte en la segunda terminal aérea más utilizada del Perú, luego del Aeropuerto Internacional Jorge Chávez de Lima.
El aeropuerto es la principal puerta de entrada de la ciudad del Cusco, que es un centro importante del circuito turístico mundial, y es punto obligado de paso para llegar a Machu Picchu. Este aeropuerto es el de mayor flujo aéreo en el sur del país.
Se tuvo planeado el cierre de este aeropuerto en 2024 cuando entre en funcionamiento el nuevo Aeropuerto Internacional de Chinchero que servirá a la ciudad del Cusco.

## Información

### Historia
Inició sus operaciones en diciembre de 1964 y se encuentra ubicado entre los distritos de Wánchaq y San Sebastián a 3.7 km del centro de la ciudad, recibiendo vuelos nacionales e internacionales.
Inicialmente conocido como Aeropuerto de Quispiquilla por el nombre de la zona donde fue construido,  recibió luego el nombre en honor del piloto peruano Alejandro Velasco Astete que fue el primer piloto peruano en cruzar los Andes en 1925 en un vuelo proveniente de Lima hacia el Cusco. Más tarde ese mismo año, en septiembre, Velasco Astete se estrelló y murió tras una maniobra que realizó al tratar de evitar chocar con espectadores en una exhibición aérea en la ciudad de Puno quienes habían ocupado la pista de aterrizaje. En reconocimiento a sus logros pioneros en la historia de la aviación peruana, el aeropuerto fue nombrado en su honor.

### Equipamiento
El aeropuerto cusqueño está equipado con las mayores comodidades, para atender eficazmente a los innumerables turistas que visitan la ciudad imperial. Fue el primero del país en el cual se instaló puentes de abordaje o mangas.
La pista de aterrizaje es asfaltada, con una longitud de 3400 metros, un ancho de 45 y un PCN de 45 F/C/X/T . Dichas características lo habilitan para recibir aviones como el Boeing 757. Su categoría OACI es 4D al igual que el Aeropuerto Internacional Jorge Chávez de Lima.
Este aeropuerto mantiene alrededor de 60 operaciones diarias, transportando 7000 pasajeros diarios, constituyéndose en la ruta aérea de mayor tráfico al interior del Perú.

### Ampliación de la terminal
Se invertirá 5 millones de nuevos soles a más en las obras de mejoramiento y ampliación del terminal aéreo de Cusco. Los trabajos consistirán en optimizar y ampliar el estacionamiento, la zona del check-in; también se reubicará los locales comerciales, mientras que las salas de embarque y desembarque serán ampliadas. Los trabajos de ampliación y mejoramiento del terminal aéreo se desarrollan hasta que se inicien las operaciones en el Aeropuerto Internacional de Chinchero y en un plazo aproximado de cinco años.

## Transporte
El aeropuerto está situado aproximadamente a 3,7 km del centro histórico de Cusco. Los pasajeros disponen de diversas opciones de transporte para trasladarse hacia en centro de la ciudad y otras localidades turísticas del departamento del Cusco.

### Taxis
Las empresas de taxi autorizado cuentan con módulos dentro de la terminal, en el área de llegadas. El servicio de taxi cuenta con tarifas de acuerdo a la cantidad de pasajeros y maletas.

### Airport shuttle
El airport shuttle de Aeroexpreso permite viajar hacia el centro de la ciudad, así como Ollantaytambo, Urubamba y otras ciudades cercanas. El servicio se encuentra en una fase inicial y solo recibe pasajeros con tickets comprados con anticipación.

### Alquiler de autos
Locatarios de alquiler de autos como Sixt, Thifty, Dollar y Hertz tienen sus oficinas ubicadas al frente del ingreso principal al aeropuerto.

### Tren
PeruRail cuenta con una oficina de ventas dentro del aeropuerto donde se ofrecen boletos a Machu Picchu Pueblo y Puno, sin embargo el aeropuerto no cuenta con una estación ferroviaria cercana. Es necesario tomar un taxi o el airport shuttle hacia las estaciones de Wanchaq, San Pedro o Poroy para tomar el servicio de trenes.

## Aerolíneas y destinos

### Pasajeros
| Aerolíneas                       | Ciudades | Aeronave                 | Alianza       |
| -------------------------------- | --- | ------------------------ | ------------- |
| Avianca 2 destinos               | Internacional: (2) Bogotá / La Paz                                                                             | Airbus A320              | Star Alliance |
| Boliviana de Aviación 2 destinos | Internacional: (2) La Paz                                                                                      | Boeing 737               | N/A           |
| JetSMART Perú 2 destinos         | Nacionales: (2) Arequipa / Lima                                                                                | Airbus A320Neo           | N/A           |
| LATAM Perú 6 destinos            | Nacionales: (5) Arequipa / Ayacucho / Juliaca / Lima / Puerto Maldonado Internacionales: (1) Santiago de Chile | Airbus A319, Airbus A320 | N/A           |
| Sky Airline Perú 1 destino       | Nacionales: (1) Lima                                                                                           | Airbus A320Neo           | N/A           |

### Destinos nacionales
| Destinos nacionales del Aeropuerto de Cusco CUZ PEM JUL LIM AQP AYP |
| ------------------------------------------------------------------- |

| Arequipa (1 destino, 2 aerolíneas)     |                                                            |                                           |
| Arequipa                               | Aeropuerto Internacional Rodríguez Ballón                  | JetSMART Perú LATAM Perú                  |
| Ayacucho (1 destino, 1 aerolínea)      |                                                            |                                           |
| Ayacucho                               | Aeropuerto Coronel FAP Alfredo Mendivil Duarte             | LATAM Perú                                |
| Lima (1 destino, 3 aerolíneas)         |                                                            |                                           |
| Lima                                   | Aeropuerto Internacional Jorge Chávez                      | JetSMART Perú LATAM Perú Sky Airline Perú |
| Madre de Dios (1 destino, 1 aerolínea) |                                                            |                                           |
| Puerto Maldonado                       | Aeropuerto Internacional de Puerto Maldonado               | LATAM Perú                                |
| Puno (1 destino, 1 aerolínea)          |                                                            |                                           |
| Juliaca                                | Aeropuerto Internacional Inca Manco Cápac                  | LATAM Perú                                |
| Ucayali (1 destino, 1 aerolínea)       |                                                            |                                           |
| Pucallpa                               | Aeropuerto Internacional Capitán FAP David Abensur Rengifo | LATAM PERÚ (planes de inicio 2026)        |

### Destinos internacionales
| Ciudades                          | Nombre del aeropuerto                          | Aerolíneas                      |            |            |
| Sudamérica                        | Sudamérica                                     | Sudamérica                      | Sudamérica | Sudamérica |
| --------------------------------- | ---------------------------------------------- | ------------------------------- | ---------- | ---------- |
| Bolivia (2 destinos, 2 aerolínea) |                                                |                                 |            |            |
| La Paz                            | Aeropuerto Internacional El Alto               | Avianca / Boliviana de Aviación |            |            |
| Chile (1 destino, 1 aerolínea)    |                                                |                                 |            |            |
| Santiago de Chile                 | Aeropuerto Internacional Arturo Merino Benítez | LATAM Perú                      |            |            |
| Colombia (1 destino, 1 aerolínea) |                                                |                                 |            |            |
| Bogotá                            | Aeropuerto Internacional El Dorado             | Avianca                         |            |            |

## Aerolíneas que cesaron operación

### Aerolíneas extintas
| Perú (1 destino, 6 aerolíneas) |                                       |                                                                                        |
| Lima                           | Aeropuerto Internacional Jorge Chávez | AeroPerú / Faucett Perú / Avianca (Perú) / LC Perú / Peruvian Airlines / Viva Air Perú |

### Aerolíneas operativas
| Ciudad                        | Nombre del aeropuerto                 | Aerolíneas |            |            |
| Sudamérica                    | Sudamérica                            | Sudamérica | Sudamérica | Sudamérica |
| ----------------------------- | ------------------------------------- | ---------- | ---------- | ---------- |
| Perú (1 destino, 1 aerolínea) |                                       |            |            |            |
| Lima                          | Aeropuerto Internacional Jorge Chávez | Star Perú  |            |            |

## Estadísticas
Ver fuente y consulta Wikidata.

## Accidentes e incidentes
- El 23 de octubre de 2015, el vuelo 216 de Peruvian Airlines sufrió un fallo y colapso en el tren de aterrizaje cuando intentaba aterrizar en el aeropuerto,[6] en el boeing 737 no hubo víctimas fatales.
- El 9 de agosto de 1970, el vuelo 502 de LANSA se estrelló después de despegar, murieron 99 de los 100 ocupantes.[7]

## Aeropuertos cercanos
Los aeropuertos más cercanos son:
- Aeropuerto de Andahuaylas (152km)
- Aeropuerto Coronel FAP Alfredo Mendivil Duarte (250km)
- Aeropuerto Internacional Inca Manco Cápac (290km)
- Aeropuerto Internacional de Puerto Maldonado (313km)
- Aeropuerto Internacional Rodríguez Ballón (315km)